# Carcabuey (kommunhuvudort)
Carcabuey är en kommunhuvudort i Spanien.   Den ligger i provinsen Province of Córdoba och regionen Andalusien, i den södra delen av landet, 300 km söder om huvudstaden Madrid. Carcabuey ligger 617 meter över havet och antalet invånare är 2 857.
Terrängen runt Carcabuey är kuperad. Runt Carcabuey är det ganska tätbefolkat, med 70 invånare per kvadratkilometer. Närmaste större samhälle är Priego de Córdoba, 7,0 km öster om Carcabuey. Trakten runt Carcabuey består till största delen av jordbruksmark.